# Richard Casha
Richard Casha (1930. szeptember 5. – 2018. augusztus 3.) máltai nemzetközi labdarúgó-játékvezető.

## Pályafutása

### Nemzeti kupamérkőzések
Vezetett Kupa-döntők száma: 1.

#### Máltai Kupa
Az  MFRA JB elismerve szakmai felkészültségét, megbízta a döntő találkozó koordinálásával.
| Időpont | Helyszín                  | Mérkőzés típusa | Mérkőzés                      | Eredmény |
| ------- | ------------------------- | --------------- | ----------------------------- | -------- |
| 1981.   | Nemzeti Stadion, Valletta | döntő           | Floriana FC–Senglea Athletics | 2 : 1    |

### Nemzetközi játékvezetés
A Máltai labdarúgó-szövetség (MFRA) Játékvezető Bizottsága (JB) 1973-ban terjesztette fel nemzetközi játékvezetőnek, a Nemzetközi Labdarúgó-szövetség (FIFA) bíróinak keretébe. Több nemzetek közötti válogatott és klubmérkőzést vezetett vagy partbíróként tevékenykedett. A máltai nemzetközi játékvezetők rangsorában, a világbajnokság-Európa-bajnokság sorrendjében többedmagával a 9. helyet foglalja el 1 találkozó szolgálatával. Az aktív nemzetközi játékvezetéstől 1977-ben búcsúzott.

#### Európa-bajnokság
Az európai-labdarúgó torna döntőjéhez vezető úton Jugoszláviába az V., az 1976-os labdarúgó-Európa-bajnokságra az UEFA JB játékvezetőként foglalkoztatta.
| Időpont           | Helyszín                | Mérkőzés típusa           | Mérkőzés          | Eredmény | Nézők száma |
| ----------------- | ----------------------- | ------------------------- | ----------------- | -------- | ----------- |
| 1975. december 3. | Bonfim Stadion, Setúbal | előselejtező (1. csoport) | Portugália–Ciprus | 1 : 0    | 4 000       |

## Sportvezetőként
A Máltai Labdarúgó-szövetség Fegyelmi Bizottságának tagja, nemzeti játékvezető ellenőr.